# Попович, Сильвия (актриса)
Си́львия Попо́вич (рум. Silvia Popovici; 7 мая 1933, Брашов, Румыния — 16 сентября 1993, Бухарест, Румыния) — румынская актриса театра и кино.

## Биография
В 1956 году окончила Институт имени Караджале и начала работать в театре имени Караджале. В 1955 году дебютировала в кино («За яблоками»).

## Фильмография

### Актриса
- 1953 — За яблоками / La mere
- 1955 —  / Blanca
- 1957 — Семейные драгоценности / Bijuterii de familie
- 1959 — Даркле / Darclée — Даркле
- 1961 — Буря / Furtuna — Мария (в советском прокате «Мост будет взорван»)
- 1961 — Человек рядом с тобой / Omul de lângă tine — Корина
- 1963 — Любовь одного вечера / Dragoste lungă de-o seară
- 1964 — Лес повешенных / Pădurea spânzuraţilor
- 1967 — Джоконда без улыбки / Gioconda fara surîs — Ирина
- 1970 — Вечеринка / Serata
- 1973 — Мимолётная любовь / Trecătoarele iubiri — Лена
- 1976 — В пыли звёзд / Im Staub der Sterne — врач Илич
- 1977 — Путь к небу / Trepte spre cer — Валерия Сэдяну
- 1978 —  / Rătăcire
- 1978 — Гордость / Mînia (в советском прокате «Cемья Тэнасе»)
- 1978 — На распутье / Drumuri în cumpănă
- 1980 — Возвращение воеводы Лэпушняну / Întoarcerea lui Vodă Lăpuşneanu — Doamna Ruxandra
- 1980 — Следствие / Ancheta